# Aleksandrs Samoilovs
Aleksandrs Samoilovs (ur. 6 kwietnia 1985 w Rydze) – łotewski siatkarz plażowy, olimpijczyk i medalista mistrzostw Europy.
Brał udział w igrzyskach olimpijskich w 2008, 2012 i 2016. Występował w parze m.in. z Jānisem Šmēdiņšem i zostali mistrzami Europy w 2015, srebrnymi medalistami tej imprezy w 2013, 2014, 2017 i 2018.